# Akropong

Akropong (eller Akropong Mampong) är en ort i södra Ghana. Den är huvudort för distriktet Akwapem North, och folkmängden uppgick till 12 822 invånare vid folkräkningen 2010.